# 1. front čínské Rudé armády
1. front čínské Rudé armády, plným názvem 1. front Čínské dělnicko-rolnické rudé armády (čínsky v českém přepisu Čung-kuo kung-nung chung-ťün Ti-i fang-mien-ťün, pchin-jinem Zhōngguó gōngnóng hóngjūn Dìyī fāngmiànjūn, znaky zjednodušené 中国工农红军第一方面军, tradiční 中國工農红軍第一方面軍) byla vojenská jednotka čínské Rudé armády, ozbrojených sil Komunistické strany Číny, bojující v občanské válce v Číně.

## Historie
1. front čínské Rudé armády vznikl začátkem září 1930, tehdy se cca 80 km východně od Čchang-ša, metropole provincie Chu-nan, setkaly dva svazky komunistických vojsk, 1. sbor (velitel Ču Te), který se na místo setkání přesouval z provincie Ťiang-si, a 3. sbor (velitel Pcheng Te-chuaj), který ustupoval od Čchang-ša. Předtím v srpnu 1930 3. sbor na několik dní dobyl Čchang-ša, ale neudržel se v něm a byl nucen za velkých ztrát ustoupit. Oba sbory se sjednotily pod velení Ču Teho a zaútočily na Čchang-ša, byly však poraženy a ustoupily do hor na pomezí Ťiang-si a Chu-nanu a Ťiang-si a Fu-ťienu.
1. front poté zahrnoval komunistické oddíly v sovětské oblasti v Ťiang-si a přilehlých regionech sousedních provincií a byl největší komunistickou vojenskou silou. V listopadu 1931 byla v sovětské oblasti v Ťiang-si vyhlášena Čínská sovětská republika, 1. front měl v té době cca 40 tisíc mužů. Po reorganizaci v létě 1932 se skládal ze sedmi sborů (čun-tchuan): 1. (Lin Piao), 3. (Pcheng Te-chuaj), 5. (Čao Po-šeng), 7. (Siao Ťing-kuang), 8. (Siao Kche), 9. (Luo Ping-chuej) a 10. (Fang Č’-min).

Průběh Dlouhého pochodu. Tažení 1. frontu značeno tučně čárkovaně.

V letech 1931–1934 1. front rozšířil sovětskou oblast na jihu a východě Ťiang-si a v částech Fu-ťienu, a porazil čtyři obkličovací kampaně armády Kuomintangu. Páté obkličovací kampani se však nebyl schopen ubránit a vedení komunistické strany se proto rozhodlo ustoupit i s vojskem na západ. Nejdříve začátkem července 1934 7. sbor Sün Chuaj-čoua zaútočil na sever a postoupil na pomezí Ťiang-si, Fu-ťianu, Če-ťiangu a An-chueje, do týlu kuomintangských vojsk obkličujících sovětskou oblast v Ťiang-si, a znepokojoval nepřítele; později se k němu připojil 10. sbor. Poté v červenci 1934 6. (bývalý 8.) sbor Siao Kchea prolomil obklíčení a přesunul se na západ Chu-nanu s úkolem zajistit pozice na západním břehu řeky Siang a spojit se s 2. sborem Che Lunga operujícím na pomezí Chu-nanu s S’-čchuanu. Nakonec v říjnu 1934 na jihu Ťiang-si prolomily obklíčení hlavní síly 1. frontu a ustupovaly na západ podél hranic provincií Kuang-tung a Kuang-si s Chu-nanem. Započal tak Dlouhý pochod čínské Rudé armády.
V čele vojsk 1. frontu na Dlouhém pochodu stáli generální komisař Rudé armády Čou En-laj, vrchní velitel Rudé armády Ču Te, náčelník štábu Rudé armády Liou Po-čcheng a náčelník politické správy Rudé armády Wang Ťia-siang. Hlavní bojovou sílu 1. frontu tvořily ostřílené 1. a 3. sbory, které vedli velitelé Lin Piao a Pcheng Te-chuaj a komisaři Nie Žung-čen a Jang Šang-kchun; zkušený byl i 5. sbor (velitel Tung Čen-tchang, komisař Li Čuo-žan),  8. a 9. sbor v čele s veliteli Čou Kchunem a Luo Ping-chuejem a komisaři Chuang Suem a Cchaj Šu-fanem byly sestavené v srpnu 1934 ze slabě vycvičených odvedenců.
1. front bez větších obtíží překonal tři opevněné linie nepřítele, přechod čtvrté linie na řece Siang si však musel vynutit v několikadenních bojích bez pomoci 6. sboru, který mezitím ustoupil severněji k oddílům Che Lunga. Po přechodu řeky Siang další postup za Siao Chem a Che Lungem na sever do západního Chu-nanu zablokovaly kuomintangské jednotky. Straničtí vůdci přítomní u 1. frontu (Čchin Pang-sien, Čou En-laj, Čang Wen-tchien, Wang Ťia-siang, Mao Ce-tung a další) se proto v polovině prosince 1934 po ostrých debatách rozhodli opustit původní plán a místo toho pochodovat západním směrem, na sever Kuej-čou. Zbytky 8. sboru byly začátkem ledna 1935 začleněny do neméně oslabeného 5. sboru, koncem ledna 1935 se na severu Kuej-čou, v Cun-i a okolí, 1. front na několik dní zdržel, přičemž proběhlo další jednání stranického a vojenského vedení, takzvaná konference v Cun-i a proběhla další reorganizace vojsk (poté 1. a 3. sbor měly po čtyřech plucích, 5. a 9. sbor po dvou; front sestával z ccca 25 tisíců vojáků a 5 tisíc civilistů).
V Kuej-čou se ale komunisté nebyli schopni udržet proti útočícím kuomintangským vojskům; pokusili se proto přesunout na sever a přejít do S’-čchuanu a spojit se ze 4. frontem operujícím na severu S’-čchuanu. Pokus neuspěl a 1. front místo toho zamířil na západ, na pomezí Kuej-čou, S’-čchuanu a Jün-nanu. Ani tam se neudržel a vrátil se na sever Kuej-čou, po dalším neúspěšném pokusu u přechod do S’-čchuanu naopak 1. front proklouzl kolem Kuej-jangu (hlavního města provincie Kuej-čou) na jih provincie, načež se obrátil na západ a rychlým pochodem až úprkem dorazil koncem dubna do Jün-nanu. Zde překročil řeku Ťin-ša (horní tok Jang-c’-ťiang) a začal postupovat na sever. V červnu 1935 se zbytky 1. frontu spojily se 4. frontem.
Vedení 1. a 4. frontu se však nebyly schopny sjednotit na dalším postupu, což v září 1935 vyústilo v odtržení 1. a 3. sboru 1. frontu do samostatného „Severozápadního samostatného předvoje“ (nebo Šensijsko-kansuského samostatného předvoje; velitel Pcheng Te-chuaj, komisař Mao Ce-tung), který v listopadu 1935 dorazil do sovětské oblasti na pomezí provincií Šen-si, Kan-su a Ning-sia, čímž pro něj skončil Dlouhý pochod.
V sovětské oblasti Šen-si-Kan-su-Ning-sia se bývalé jednotky 1. frontu spojily s místními oddíly a jednotkami 2. a 4. frontu a v říjnu 1937 byly tyto komunistické svazky a oddíly reorganizovány v 8. pochodovou armádu.